# Cambarellus puer
Cambarellus puer är en sötvattenlevande art av kräfta som lever i de amerikanska delstaterna Arkansas, Illinois, Kentucky, Louisiana, Mississippi, Oklahoma, Tennessee och Texas. I det vilda återfinner man vanligtvis arten i kärr, träsk och dammar, men den förekommer också i diken, bayouer och andra långsamflytande vattendrag.